# 1818 في ألمانيا
فيما يلي قوائم الأحداث التي وقعت خلال عام 1818 في ألمانيا.

## ظهور
- 1 يناير – صخور طباشير في روغن

## مواليد

### يناير
- 5 يناير – فرديناند فون رومر

### أبريل
- 8 أبريل – آوغست فيلهلم فون هوفمان كيميائي ألماني.
- 8 أبريل – كريستيان التاسع ملك الدنمارك
- 14 أبريل – ماري ساكس التينبورغ ملحنة ألمانية.

### مايو
- 5 مايو – كارل ماركس فيلسوف ألماني مؤسس الحركة الشيوعية والاشتراكية وهو ناقد للرأسماليه.

### يونيو
- 21 يونيو – إرنست الثاني، دوق ساكس-كوبرغ وغوتا

### يوليو
- 22 يوليو – أوتو هوبنر عالم اقتصاد ألماني.

### أغسطس
- 18 أغسطس – هانز هيرمان بير عالم حشرات أمريكي.

### سبتمبر
- 27 سبتمبر – هيرمان كولبه كيميائي ألماني.

### أكتوبر
- 2 أكتوبر – كونراد فيلهلم هاسي

### ديسمبر
- 16 ديسمبر – كارل يوهان أوغست مولر

## وفيات

### نوفمبر
- 17 نوفمبر – شارلوت من مكلنبورغ-ستريليتس (مواليد 1744)

### ديسمبر
- 8 ديسمبر – كارل لودفيش فريدرش (مواليد 1786)